# ドニプロ
ドニプロ（ウクライナ語: Дніпро, [dn⁽ʲ⁾iˈprɔ] ( 音声ファイル)）はウクライナのドニプロペトロウシク州ドニプロペトロウシク地区にある都市。ドニプロ川の河岸に位置する。面積は405 km²。人口は968,502人 (2022年1月19日)、人口密度は2391.4 人 / km²。
ドニプロは1776年に創建された。1778年に市制施行された。
市内ではドニプロ駅がある。首都キーウまでの直線距離は390 kmであるが、鉄道で532 km、車道で447kmとなっている。

## 概要
ドネツィクと並んでウクライナ有数の工業の中心地であり、兵器の生産やエネルギー産業などの重工業を主産業とする。ソ連時代を含めて多数の人材を送り出しており、「ソ連の人材の首都」と呼ばれた。ウクライナ独立後もウクライナの首相を4名（レオニード・クチマ、パーヴェル・ラザレンコ、ワレーリー・プストヴォイチェンコ、ユーリヤ・ティモシェンコ）も輩出している。

## 名称
- 1778年‐1792年：エカテリノスラーフ（ロシア語: Екатеринослав）。
- 1792年‐1802年：ノヴォロッシーイスク（ロシア語: Новороссийск）。
- 1802年‐1926年：エカテリノスラーフ（ロシア語: Екатеринослав）。
- 1926年‐1991年：ドニエプロペトローフスク（ロシア語: Днепропетровск）。
- 1991年‐2016年：ドニプロペトローウシク（ウクライナ語: Дніпропетровськ）。
- 2016年以後：ドニプロ（ウクライナ語: Дніпро [d⁽ʲ⁾n⁽ʲ⁾iˈprɔ] ( 音声ファイル)）。

日本では長らくロシア語名に基づいてドニエプロペトロフスク、ドニェプロペトロフスク、ドネプロペトロフスクなどと表記されていたが、ウクライナの独立後はウクライナ語名に沿った表記が広く使われるようになってきた。ただ、日本国内におけるウクライナ語の認知度が低いため表記には揺れがあり、ドニプロペトロフシク、ドニプロペトロウシク、ドニプロペトロフスクなど、複数の表記が存在する。その影響もあり、現在でも「ドニエプロペトロフスク」と表記されることは少なくない。
2016年5月、ウクライナ危機による反ロ感情の高まりや脱共産主義法の制定などを背景に、ウクライナ最高議会は同市の名称から共産主義者グリゴリー・ペトロフスキーにちなんだ「ペトローウシク」を除去し、ドニプロ市へと改称することを決定した。ただし、ドニプロペトロウシク州の名称はウクライナ憲法に明記されており、改称には憲法改正が必要であるが実行されていない。
2022年、外務省は日本政府として、同市の名称の表記を「ドニエプル」からウクライナ語の読み方に基づく表記「ドニプロ」に変更することを発表した。

## 歴史

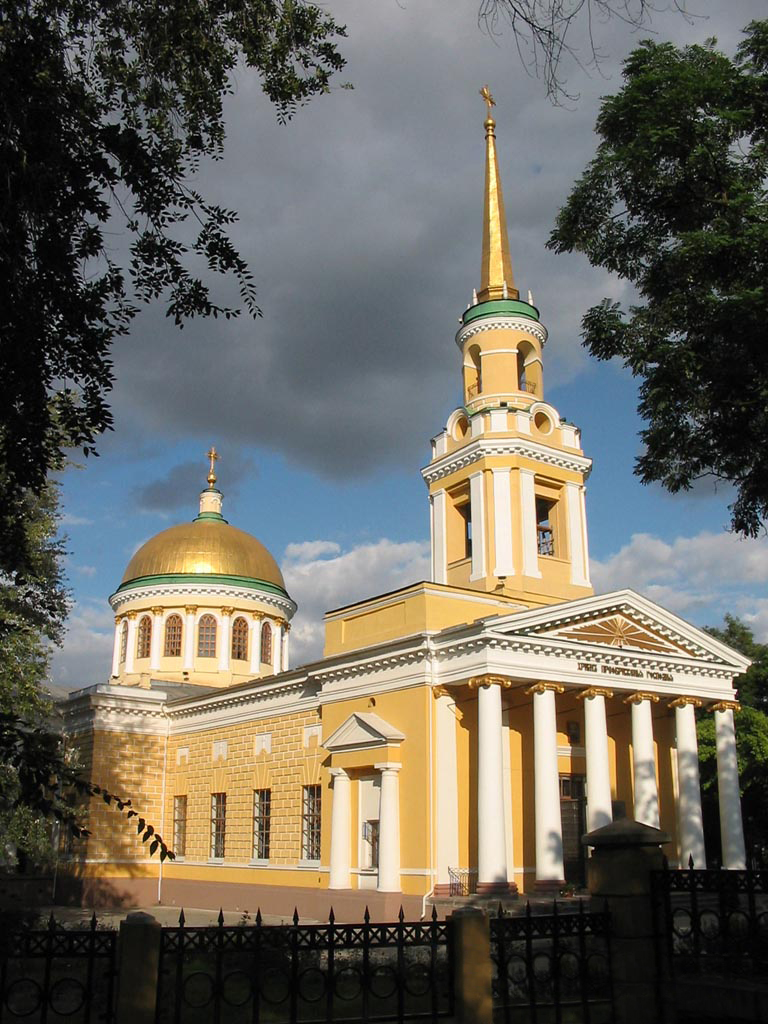
救世主変容大聖堂

この地方で確認されている人間の居住は15万年前にさかのぼる。いくつかの民族の交代があり、紀元後1世紀ごろからスラヴ人が住むようになった。9世紀にキリスト教が伝わり、修道院が建てられたが1240年にタタール人に破壊された。タタール人の勢力がこの地方に進展したころには、ドニエプル川の東岸にタタール人、西岸にスラヴ人が対峙し、12世紀にコサックがこの地域を勢力下に置くまでこの状態が続いた。
16世紀には、ポーランド王国、オスマン帝国、モスクワ大公国の勢力が角逐する場となった。最終的にロシア帝国領となり、1775年現在の都市が建設された。当時の名は、ロシア皇帝エカチェリーナ2世の名をとって エカチェリノスラーフ(「エカチェリーナの栄光」の意）と命名される。ロシア革命後、ウクライナの共産党指導者の一人グリゴリー・ペトロフスキーにちなんで改称され、上記の通り独立後にウクライナ語化して現在の名称に改称された。
第二次世界大戦後、第315収容地区（グラーグ）が設置され、シベリア抑留を受けた日本人捕虜が遠路移送、収容された。捕虜は強制労働に従事した。
2022年2月24日に始まったロシアによるウクライナ侵攻では、ドニプロが戦線から離れた安全な場所であるとして避難民の救援、人道支援の拠点となったが、3月12日に入ると市内の工場にミサイル3発が撃ち込まれるなど目に見える被害も発生した。
2023年1月14日にも、ロシア軍による空対地ミサイルの攻撃を受け、ミサイルが着弾したアパートでは、数十人の死傷者が生じた。また、同年5月26日、医療施設にミサイルが着弾。2人以上が死亡、子ども2人を含む30人が負傷した。

## 地理
ドニエプル川と支流のサマラ川の合流点にある。ドニエプル川の両岸に町が広がる。右岸のドニプロ高地に市の中心部がある。

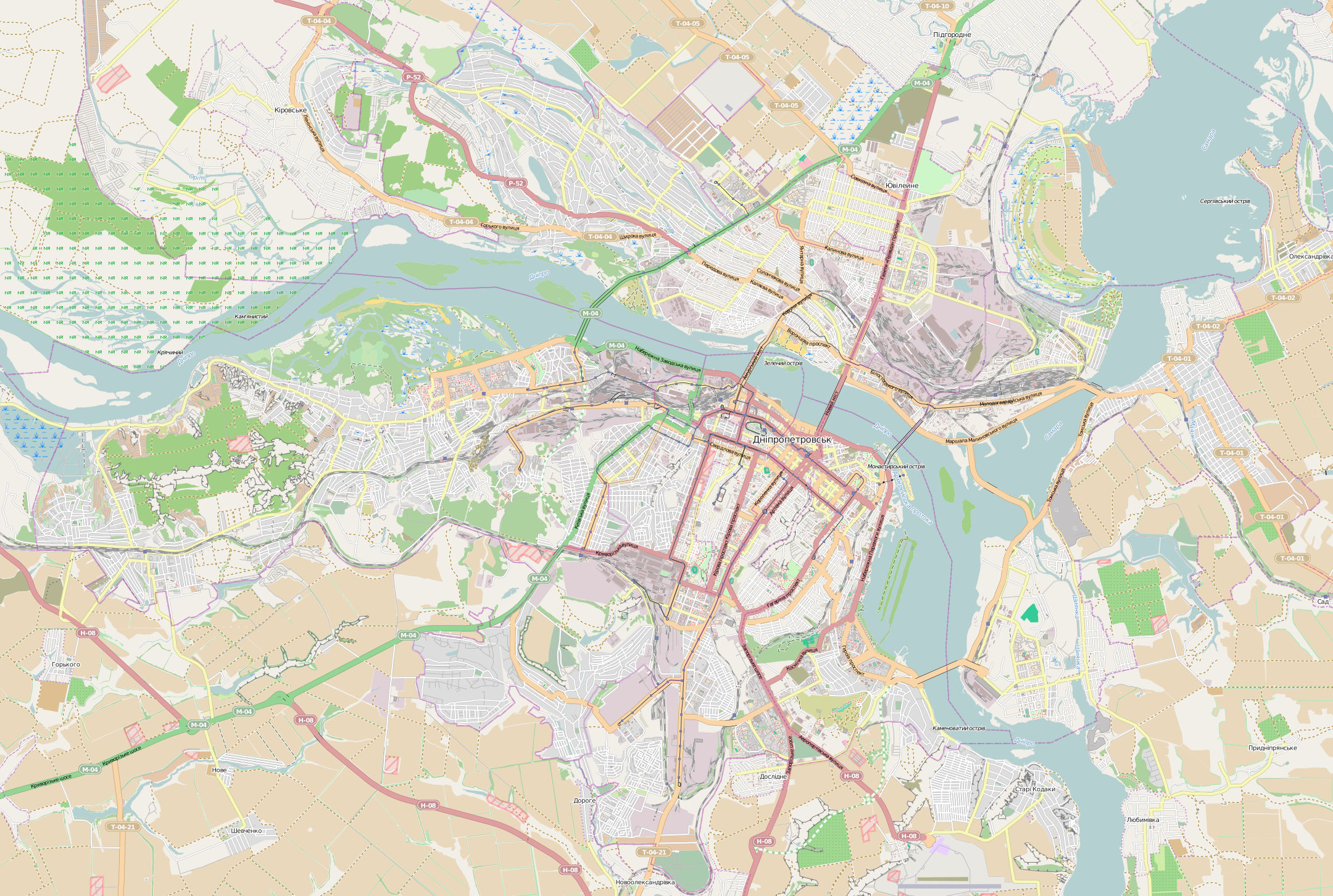
ドニエプル川が西から南に向けて流れている。北東よりサマラ川が合流する。

## 気候
ケッペンの気候区分で湿潤大陸性気候(Dfa)に区分される。
| ドニプロの気候         | ドニプロの気候 | ドニプロの気候 | ドニプロの気候 | ドニプロの気候 | ドニプロの気候 | ドニプロの気候 | ドニプロの気候 | ドニプロの気候 | ドニプロの気候 | ドニプロの気候 | ドニプロの気候 | ドニプロの気候 | ドニプロの気候 |
| 月                     | 1月            | 2月            | 3月            | 4月            | 5月            | 6月            | 7月            | 8月            | 9月            | 10月           | 11月           | 12月           | 年             |
| ---------------------- | -------------- | -------------- | -------------- | -------------- | -------------- | -------------- | -------------- | -------------- | -------------- | -------------- | -------------- | -------------- | -------------- |
| 最高気温記録 °C （°F） | 12.3 (54.1)    | 17.5 (63.5)    | 24.1 (75.4)    | 31.8 (89.2)    | 36.1 (97)      | 37.8 (100)     | 39.8 (103.6)   | 40.9 (105.6)   | 36.5 (97.7)    | 32.6 (90.7)    | 20.6 (69.1)    | 16.3 (61.3)    | 40.9 (105.6)   |
| 平均最高気温 °C （°F） | −1.0 (30.2)    | 0.0 (32)       | 6.0 (42.8)     | 15.2 (59.4)    | 22.1 (71.8)    | 25.6 (78.1)    | 28.0 (82.4)    | 27.5 (81.5)    | 21.5 (70.7)    | 13.8 (56.8)    | 5.1 (41.2)     | 0.2 (32.4)     | 13.7 (56.7)    |
| 日平均気温 °C （°F）   | −3.6 (25.5)    | −3.4 (25.9)    | 1.8 (35.2)     | 9.7 (49.5)     | 16.2 (61.2)    | 19.9 (67.8)    | 22.1 (71.8)    | 21.4 (70.5)    | 15.6 (60.1)    | 8.9 (48)       | 2.0 (35.6)     | −2.4 (27.7)    | 9.0 (48.2)     |
| 平均最低気温 °C （°F） | −6.1 (21)      | −6.3 (20.7)    | −1.6 (29.1)    | 4.9 (40.8)     | 10.6 (51.1)    | 14.6 (58.3)    | 16.7 (62.1)    | 15.8 (60.4)    | 10.7 (51.3)    | 5.0 (41)       | −0.6 (30.9)    | −4.7 (23.5)    | 4.9 (40.8)     |
| 最低気温記録 °C （°F） | −30.0 (−22)    | −27.8 (−18)    | −19.2 (−2.6)   | −8.2 (17.2)    | −2.4 (27.7)    | 3.9 (39)       | 5.9 (42.6)     | 3.9 (39)       | −3.0 (26.6)    | −8.0 (17.6)    | −17.9 (−0.2)   | −27.8 (−18)    | −30.0 (−22)    |
| 降水量 mm （inch）     | 45 (1.77)      | 43 (1.69)      | 43 (1.69)      | 38 (1.5)       | 42 (1.65)      | 60 (2.36)      | 54 (2.13)      | 43 (1.69)      | 41 (1.61)      | 37 (1.46)      | 46 (1.81)      | 47 (1.85)      | 539 (21.22)    |
| 平均降雨日数           | 9              | 8              | 11             | 13             | 13             | 13             | 12             | 9              | 10             | 11             | 12             | 11             | 132            |
| 平均降雪日数           | 16             | 15             | 9              | 1              | 0              | 0              | 0              | 0              | 0              | 1              | 7              | 15             | 64             |
| % 湿度                 | 88             | 85             | 79             | 67             | 62             | 66             | 65             | 62             | 70             | 77             | 87             | 88             | 75             |
| 出典：Pogoda.ru.net    |                |                |                |                |                |                |                |                |                |                |                |                |                |

## 民族・言語
2001年ウクライナ国勢調査によると人口の52.5%がロシア語を母国語と選択し、ウクライナ語は46.5%となっていた。日常生活上ではロシア語が最も使われる都市となっている。

## 経済
ウクライナの主要産業の中心地である。鋳鉄、圧延金属、パイプ、機械、コンバイン、農業機械、トラクター、トロリーバス、冷蔵庫、化学薬品が生産されている。

## 交通

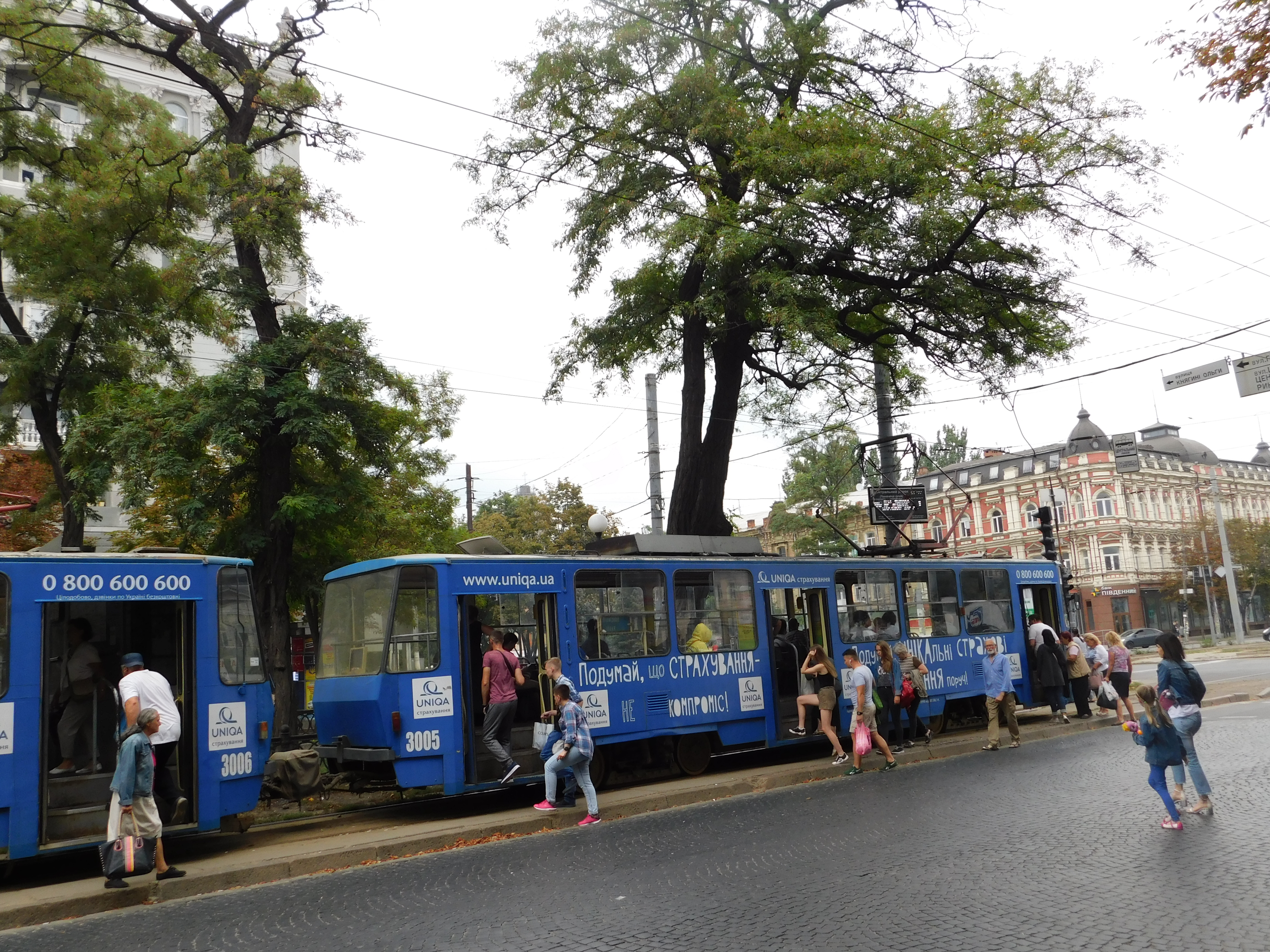
ドニプロ市電

### 市内交通機関
公共交通機関として、路面電車（ドニプロ市電）やトロリーバス、マルシュルートカがある。1995年にドニプロ地下鉄が開業した。現在、延伸工事が行われており、2023年末頃に終点のVokzalna駅から東に3駅分延伸する予定である。また、2号線が計画されている。

### 鉄道
- ドニプロ駅 – 1884年開業。第二次世界大戦中、駅は破壊されたため、戦後に復旧工事が行われた。現在の駅舎はアレクセイ・ドゥーシュキンの設計による格調高い建物で、1951年に完成した。

### 航空
ドニプロペトロウシク国際空港で、ウクライナ国内及びヨーロッパ各国と接続している。航空会社ドニプロアヴィアの拠点空港である。

### 港湾
ドニエプル川の水運を担う河港がある。

## スポーツ

### サッカー
ドニプロをホームとするサッカークラブがある。
- FCドニプロ

## 行政区画

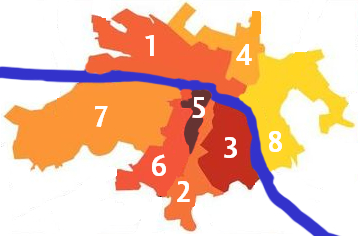
ドニプロの行政区画

1. Amur-Nyzhnodniprovskyi District（Амур-Нижньодніпровський район）
2. Shevchenkivskyi District（Шевченківський район）
3. Sobornyi District（Соборний район）
4. Industrialnyi District（Індустріальний район）
5. Tsentralnyi District（Центральний район）
6. Chechelivskyi District（Чечелівський район）
7. Novokodatskyi District（Новокодацький район）
8. Samarskyi District（Самарський район）

## 教育
- ドニプロ国立大学
- Dnipro Polytechnic
- National Metallurgical Academy of Ukraine
- Dnipropetrovsk State University of Internal Affairs
- Dnipro National University of Rail Transport

## 出身者
- イリヤ・カバコフ　Ilya Kabakov - 現代芸術家
- キリーロ・フェセンコ - プロバスケットボール選手（NBAのユタ・ジャズ所属、現ウクライナ代表）
- グレゴール・ピアティゴルスキー - チェロ奏者
- ズラータ・イヴァシコワ - 「ウクライナから来た少女 ズラータ、16歳の日記」の著者
- ブラヴァツキー夫人 - オカルティスト
- レオニード・クチマ - 第2代ウクライナ大統領
- オクサナ・バイウル - フィギュアスケート選手
- ユーリヤ・ティモシェンコ - 政治家
- アナトーリイ・ドニェプロフ - SF作家
- デニス・マトヴィエンコ - バレエダンサー
- ボリス・セイガル - 映画監督

## 友好姉妹都市
ドニプロペトロウシクは、10の姉妹都市を有している。ここでは、姉妹都市となった年代順に表示する。
| - レキシントン（アメリカ合衆国、マサチューセッツ州） - ヘルツリーヤ（イスラエル） - プロイェシュティ（ルーマニア） - テッサロニキ（ギリシャ 1984年2月27日） - ジリナ（スロバキア 1993年2月13日） | - サマーラ（ロシア 1993年5月25日） - タシケント（ウズベキスタン 1998年） - 西安市（中華人民共和国 1998年） - ヴィリニュス（リトアニア 1998年9月29日） - ヴァウブジフ（ポーランド 2001年6月4日） |

友好協力都市
- 大阪市（日本 2022年7月15日）